# Поляниченко, Александр Яковлевич
Александр Яковлевич Поляниченко (1911 — ????) — старший механик Майкопской МТС Адыгейской автономной области (ныне — Республики Адыгея). Участник Великой Отечественной войны . Герой Социалистического Труда (06.05.1948).

## Биография

### Ранние годы
Родился в 1911 году в селе Ряженое ныне Матвеево-Курганского района Ростовской области в семье крестьянина-бедняка. Учился в школе крестьянской молодёжи, работал трактористом.
В 1930 году его посылают на учёбу в Лабинский техникум на отделение механизации сельского хозяйства. После окончания техникума в тридцатых годах работал механиком Ново - Покровской МТС, старшим механиком Бесскорбненской МТС, техническим инспектором Донского окружного земельного отдела и Азово-Черноморского краевого земельного управления, инспектором топливной инспекции Ростовского областного земельного управления, техническим руководителем Матвеево-Курганской межрайонной машинно-тракторной мастерской.

### В годы войны
В 1941 году, несмотря на болезнь глаз, добровольно вступил в Красную армию. Место призыва: Матвеево-Курганский РВК, Ростовская области. Служил автомехаником 54 артиллерийского полка. Помощником командира 459-й отдельной автомобильной роты подвоза 280-й стрелковой дивизии.
С ноября 1943 года до конца войны техник-лейтенант Поляниченко А. Я. командир эвакотранспортного взвода 304-го отдельного медико-санитарного батальона 280-й стрелковой Конотопско-Коростеньской Краснознамённой ордена Суворова дивизии 13-й армии 1-го Украинского фронта.
За боевые заслуги техник-лейтенант Поляниченко награждён орденом Красной Звезды и четырьмя медалями. Здесь, на фронте, в 1943 году он вступил в ряды ВКП(б).

### После войны
В 1946 году после демобилизации из Советской Армии приехал в Майкоп, стал работать старшим механиком Майкопской МТС. Он энергично взялся за восстановление машинно-тракторного парка, за высокопроизводительное использование техники на колхозных полях.
За активное участие в послевоенном подъёме сельского хозяйства в честь ХХХ-летия Великой Октябрьской социалистической революции в 1946 году А. Я. Поляниченко был награждён Почётной грамотой Краснодарского крайкома КПСС и крайисполкома.
За исключительные заслуги, выразившиеся в получении в 1947 году в обслуживаемых колхозах урожая пшеницы в 22,3 центнера на площади 670,6 гектара. Указом Президиума Верховного Совета СССР от 6 мая 1948 года А. Я. Поляниченко присвоено звание Героя Социалистического Труда.
Этим же Указом получили высокое звание директор Майкопской МТС Иванов, Михаил Григорьевич, сотрудники Алексей Пасечников и Михаил Романов.
В 1952 году А. Я. Поляниченко из Майкопа переводят директором Будённовской МТС Ставропольского края. На этом посту он находился много лет. За долголетний и безупречный труд награждён орденами и медалями.
Персональный пенсионер союзного значения, жил и работал в городе Будённовске Ставропольского края.
Умер в городе Будённовске.

## Награды
- Медаль «Серп и Молот»  (06.05.1948);
- Орден Ленина (06.05.1948)
- Орден Красной Звезды(23.10.1944)[2]
- Медаль «За боевые заслуги»(17.07.1943)[3]
- Медаль «За победу над Германией в Великой Отечественной войне 1941—1945 гг.» (9 мая 1945[4])

## Память

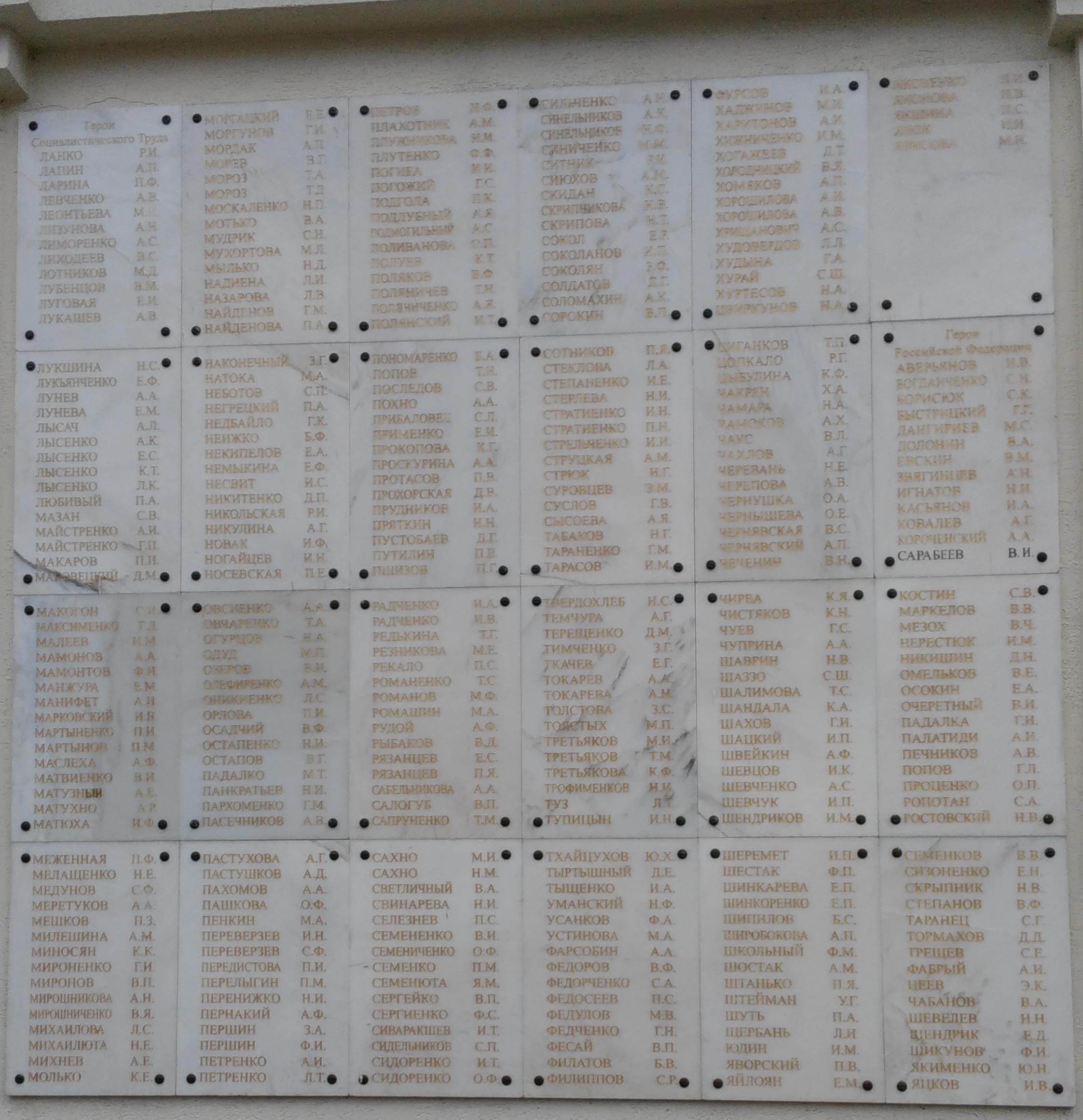
Мемориальная доска с именами Героев Социалистического Труда Кубани и Адыгеи. Краснодар 2017

- На могиле установлен надгробный памятник.
- Имя Героя золотыми буквами вписано на мемориальной доске в Краснодаре.